# 鮑爾溫 (密蘇里州)
鮑爾溫（英語：Ballwin）是位於美國密蘇里州聖路易斯縣的城市。

## 人口
根據2020年美國人口普查的數據，鮑爾溫的面積為23.26平方千米，皆為陸地。當地共有人口31103人，而人口密度為每平方千米1,337人。